# 上坪老街
24°38′27″N 121°07′33″E / 24.6409654°N 121.1257721°E

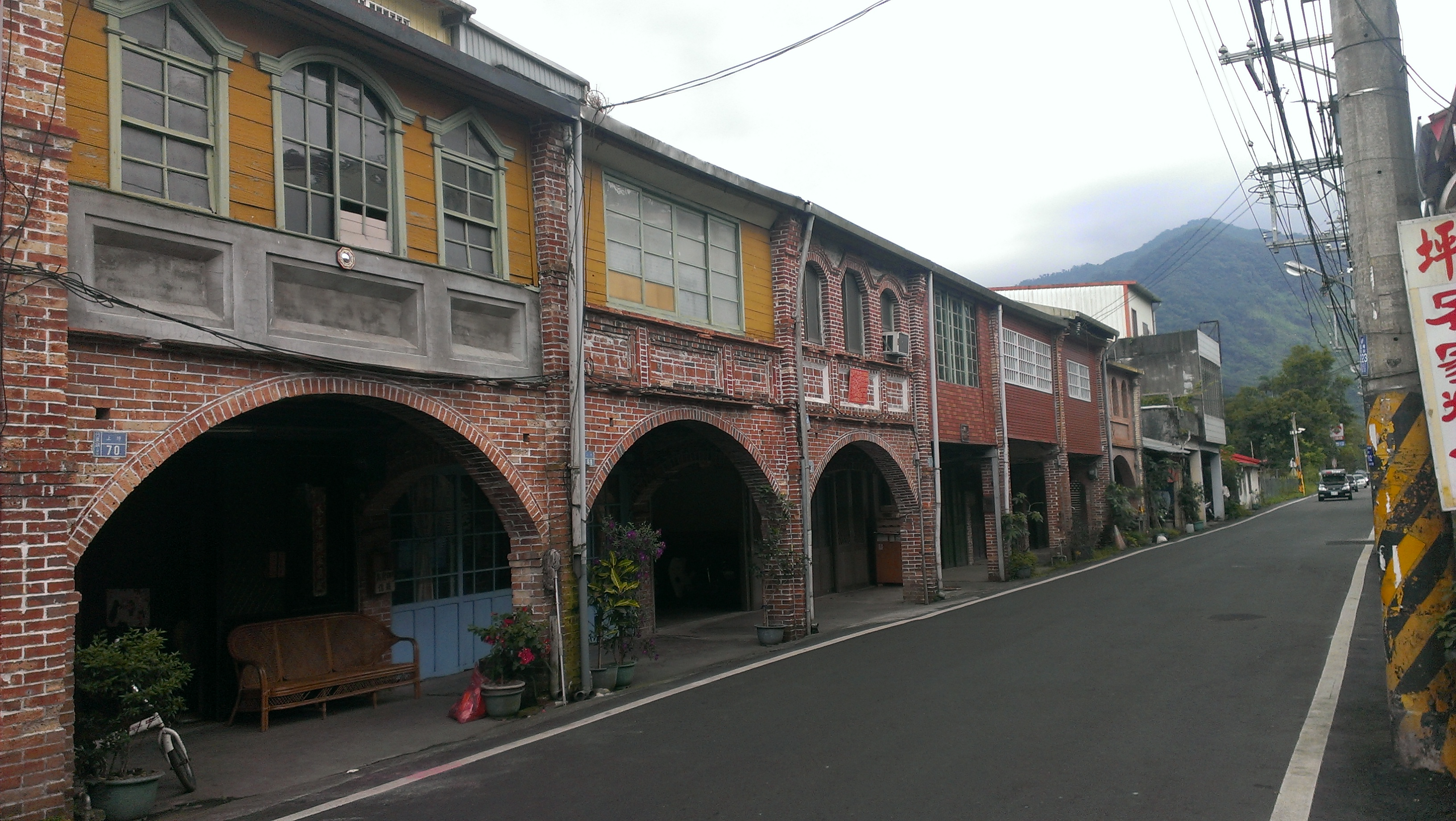
位於新竹縣竹東鎮之上坪老街。

上坪老街，位於臺灣新竹縣竹東鎮上坪里，為通往新竹縣五峰鄉之南清公路（縣道122號）上。街道兩旁之建築樣式為二層樓磚構木造建築，建於日治時期大正年間，為竹東鎮當地之一條老街。

## 歷史
上坪里當地最早聚落出現於清光緒十五年（1889年），上坪里為竹東鎮內四里中，最靠近山地鄉之聚落，與五峰鄉接壤；因地處邊關位置、隘口角色，早年為木材與樟腦與茶葉事業之集散地，且商業活動頻繁，極盛時期還有兩家酒店、旅社，豬肉店四攤，而領有菸酒配售證者，在百公尺內即有四家，呈現上坪當時當地繁華之景象。

## 街景建築
街上兩旁之建築樣式多為兩層樓之紅瓦與木造建築，興建於日治時期大正年間，風格為閩南式騎樓、樓屋式、仿巴洛克式拱廊與現代主義；二樓窗間下方凹型造型，呈現古典葡萄牙式建築。

## 人文風情
當地擁有天然美景以及傳統客家聚落，附近建有上坪觀光步道、親水遊戲區、上坪采風館、小型藥用植物園，且多處為柑橘果園與有機農園等。